# نعمان (كحلان عفار)

تعديل مصدري - تعديل

نعمان هي إحدى قرى عزلة الدقيمي بمديرية كحلان عفار التابعة لمحافظة حجة، بلغ تعداد سكانها 309 نسمة حسب تعداد اليمن لعام 2004.